# Lazarillo de Tormes

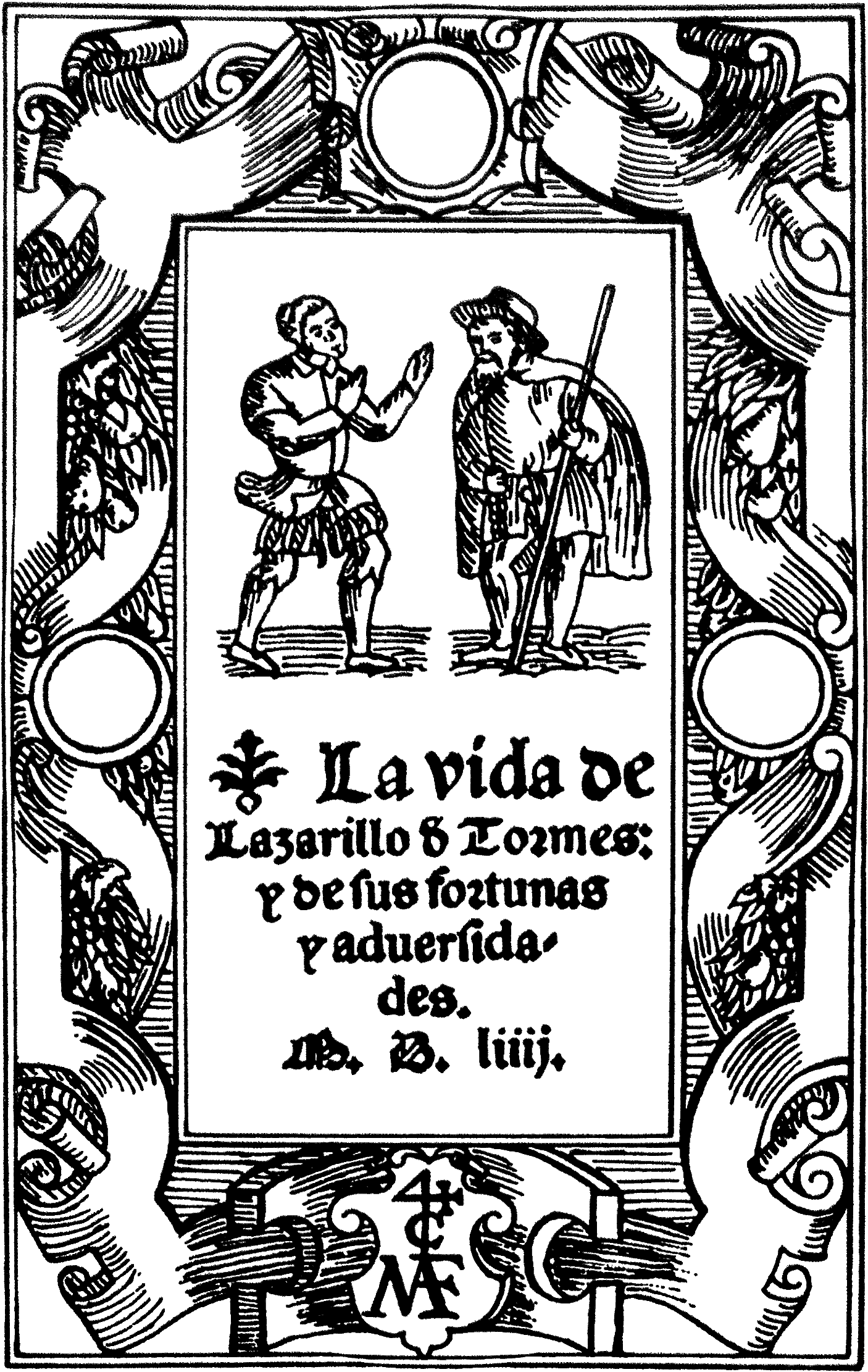
Titelblad från första utgåvan.

Lazarillo de Tormes (originaltitel: La vida de Lazarillo de Tormes, y de sus fortunas y adversidades) är en spansk roman från 1554, skriven av en okänd författare. Detta anses vara den första pikareskromanen. Huvudpersonen är en fattig skojare som tar sig fram i världen genom diverse knep. Romanen är skriven i jagform och satiriserar samhällsförhållanden.
Boken, som är skriven på mönstergill kastilianska, är en kvick satir på spanska samhället under 1500-talet, där ingen klass skonas. 1554 utkom samtidigt upplagor i Alcalá de Henares, Burgos och Antwerpen. Inkvisitionen ingrep emellertid vilket föranledde uteslutningar i vad som rörde kyrkans män uti den i Madrid 1573 utgivna upplagan.

## Utgåvor på svenska
- 1923 Lazarillo de Tormes och Pablos de Segovia: två skälmromaner översatta från spanskan och försedda med en inledning av Erik Kihlman (La vida de Lazarillo de Tormes och El buscón av Francisco de Quevedo)
- 1983 Lazarillo de Tormes, övers. av Lars Axelsson och Margareta Marin (La vida de Lazarillo de Tormes, y de sus fortunas y adversidades), ISBN 91-86536-00-1